# 이주연 (교사)

이주연(Lee Ju yeon, 1991년 9월 8일 ~ )는 대한민국에서 EBSi 수능 과학탐구영역 생명과학 강사이자 서울특별시의 일반계 여자 고등학교 생명과학 교사이다.

## 학력
- 대전과학고등학교 졸업
- 서울대학교 사범대학 생물교육과 학사
- 서울대학교 대학원 생물교육과 석사

## 악력
- 일신여자상업고등학교 과학교사 (2015년 ~ 2016년)
- 잠실여자고등학교 과학교사 (2014년, 2017년 ~ 현재)
- EBSi 과학탐구영역 생명과학 강사 (2021년 ~ 현재)

## 저서

### 문제집
- EBSi 수능개념 '이주연의 생명과학Ⅱ의 주연은 너!' 집필 (2022 ~ 현재)
- EBSi 수능특강 생명과학Ⅰ 검토 (2023)
- EBSi 수능특강 생명과학Ⅱ 검토 (2022 ~ 2023)
- EBSi 수능완성 생명과학Ⅱ 검토 (2022 ~ 2023)
- 수경출판사 자이스토리 생명과학Ⅱ 집필 (2023)

### 논문
- 상류의 pH, NO3 -, PO4 3-와 식물성 플랑크톤 분포와의 관계[깨진 링크(과거 내용 찾기)]
- 과학 교과에서 식물 활용 탐구 활동이 정서 지능 및 과학적 태도에 미치는 영향
- 개정과 2015 개정 과학과 교육과정에 따른 생명과학Ⅰ 교과서의 개념 관계망 비교- 생명의 연속성 단원을 중심으로 -

## 강의 특징
- 강의는 ''얘들아 안녕, 너희들이 생명과학의 주인공이 될 수 있도록 끝까지 함께 할 EBS 생명과학의 이, 주, 연이야."로 시작하면서 특이하게 수어를 함께 사용하신다. 매 강의에서는 강의마다 청각 장애인들을 위한 생명과학 관련 수어를 조금씩 가르쳐주신다.
- 생명과학에서의 암기해야 할 개념들을 재미있게 암기의 팁이라 할 수 있는 암기용 노래들과 암기용 대화말로 설명해주시기도 한다.
- 모의평가 해설 강의에서는 단원별 출제 비중, 각 단원에서 선택된 주제들, 그리고 평가원 모의고사의 경우 해설강의에서 EBS 교재에서 연계된 문제가 어떤 부분인지까지 모두 알려주신다.

## 참고 사항
- 2020년 제야의 종 온라인 타종행사에 서울 시민 대표로 참여하시기도 했다.
- 2021년 11월 27일에 푸르메재단에서 운영하는 쓰리스텝 기부캠페인에 참여하셨다.
- 2022년 9월 19일에 어머나운동본부에 소아암으로 고통받고 있는 어린 환자들을 위해 긴 머리카락을 기부하셨다.
- 2023년 4월 29일에 푸르메재단에서 운영하는 2023 미라클365 푸르메런 기부캠페인에 참여하셨다.
- 2023년 K김과외에서 생명과학2 인강강사 티어 · 추천 · 순위에 TIER 1로 선정되셨다.

### 관련 기사
- “대전과학高, 한국생물올림피아드 제패!”. 2007년 10월 2일. 2023년 10월 1일에 확인함.
- “대전과학고, 한국생물올림피아드 전국 석권”. 2008년 9월 10일. 2023년 10월 1일에 확인함.
- “행복은 비교를 모른다”. 2023년 10월 1일에 확인함.
- “송파·강동 고교 과학 프로그램 & 행사 & 대회”. 2023년 10월 1일에 확인함.
- “송파강동 내일신문 : 네이버 블로그”. 2023년 10월 1일에 확인함.
- “잠실여고 ‘과정중심평가연구회’ 교사 6인이 말하는 온라인수업은?”. 2023년 10월 1일에 확인함.
- “온라인 수업의 루키 잠실여고 이주연, 서한빛 교사”. 2023년 10월 1일에 확인함.
- “[2022 고교 탐방] 잠실여자고등학교”. 2023년 10월 1일에 확인함.
- “EBS뉴스 - Ⅱ과목 응시 급증한 과탐…남은 기간 대비 어떻게”. 2023년 10월 1일에 확인함.